# Russell Alan Mittermeier
Aquest autor és citat en taxonomia animal amb el nom «Mittermeier».
Russell Alan Mittermeier, nascut el 8 de novembre del 1949 a Nova York, és un primatòleg, herpetòleg i antropobiòleg estatunidenc. Ha escrit diverses obres científiques i de divulgació i és l'autor de més de 300 articles científics.

## Biografia
Russell Alan Mittermeier s'apassionà per a la lectura de la Llista Vermella de la UICN i el seu primer llibre dedicat als mamífers, publicat el 1966 en forma de classificador.
Fou nomenat president de l'organització estatunidenca de protecció de la natura Conservation International el 1989.
Sota la seva presidència, aquesta organització reprengué el concepte de «zones sensibles» de la biodiversitat, desenvolupat des del 1988 a la Universitat d'Oxford per l'equip de Norman Myers, i decidí concentrar els seus diners i el seu temps temps en la conservació d'aquests punts clau de la biodiversitat.
De manera complementària amb la conservació d'aquests llocs amenaçats, Mittermeier, amb els seus col·legues de Conservation International, també introduí altres conceptes: les nocions de «zones salvatges» d'alta biodiversitat i de país de «megadiversitat».